# Стојана (Клуж)
Стојана (рум. Stoiana) насеље је у Румунији у округу Клуж у општини Корнешти. Oпштина се налази на надморској висини од 347 m.

## Становништво
Према подацима из 2002. године у насељу је живело 246 становника.

### Попис2002.
| Расподела становништва по националности 2002.‍ | Расподела становништва по националности 2002.‍ | Расподела становништва по националности 2002.‍ | Расподела становништва по националности 2002.‍ | Расподела становништва по националности 2002.‍ |
| --------------------------------------------- | --------------------------------------------- | --------------------------------------------- | --------------------------------------------- | --------------------------------------------- |
|                                               |                                               |                                               |                                               |                                               |
| Румуни                                        | Румуни                                        |                                               | 145                                           | 58,9%                                         |
| Мађари                                        | Мађари                                        |                                               | 73                                            | 29,7%                                         |
| Роми                                          | Роми                                          |                                               | 28                                            | 11,4%                                         |